# Lindaraja
Lindaraja est une œuvre musicale de Claude Debussy écrite pour deux pianos. Elle est composée en 1901 et créée par Jean Roger-Ducasse et Marguerite Long lors d'un concert de la Société musicale indépendante le 28 octobre 1926.

## Présentation
Lindaraja est composé en avril 1901,. 
Le titre de l’œuvre est une référence au nom d'un des patios du palais de l'Alhambra de Grenade. 
La partition est écrite pour deux pianos et constitue d'une certaine façon une esquisse à La soirée dans Grenade, deuxième des Estampes (1903) pour piano seul de Debussy,. Lindaraja rappelle la Habanera (1895) de Ravel, notamment par son usage de la « même pédale lancinante de do  »,. 
La partition, longtemps égarée, réapparaît en 1925 avant d'être publiée en 1926 par Jobert,. 
La création de la pièce se déroule à Paris, salle des Agriculteurs, le 28 octobre 1926, à l'occasion d'un concert de la Société musicale indépendante, avec Jean Roger-Ducasse et Marguerite Long aux pianos. 
Dans le catalogue des œuvres du compositeur établi par le musicologue François Lesure, Lindaraja porte le numéro L 103 (97).  
La durée d'exécution moyenne de la pièce est de cinq minutes environ.  
Il existe de l’œuvre une transcription pour piano à deux mains de Roger-Ducasse réalisée en 1926.

## Discographie
- Claude Debussy : The complete works, CD 9, Geneviève Joy et Jacqueline Robin-Bonneau (pianos), Warner Classics, 2018[6].